# Kishoreganj (zila)
Kishoreganj is een district (zila) in de divisie Dhaka van Bangladesh. Het district telt ongeveer 2,5 miljoen inwoners en heeft een oppervlakte van 2689 km². De hoofdstad is de stad Kishoreganj.
Kishoreganj is onderverdeeld in 13 upazila/thana (subdistricten), 105 unions, 1774 dorpen en 4 gemeenten.

## Geboren
- Zillur Rahman (1929-2013), president van Bangladesh (2009-2013)